# Sender Pfänder
Der Sender Pfänder ist ein Grundnetzsender der ORS GmbH auf dem Pfänder in Vorarlberg und dient zur Übertragung von Rundfunk- und Fernsehprogrammen sowie dem öffentlichen Fernsprechverkehr.
Der interne Name des Senders lautet BREGENZ1.

## Technische Daten

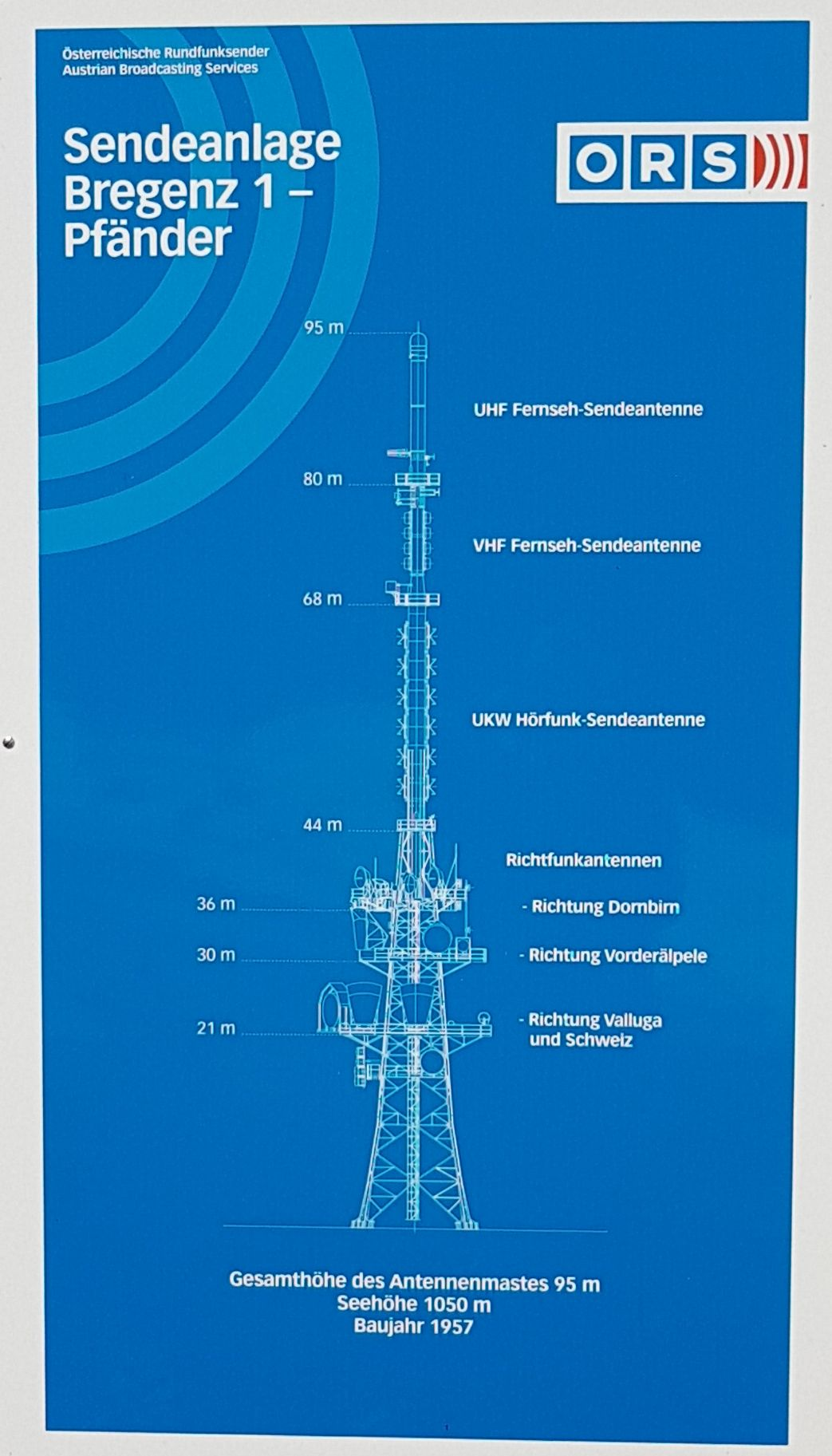
Infotafel am Sender

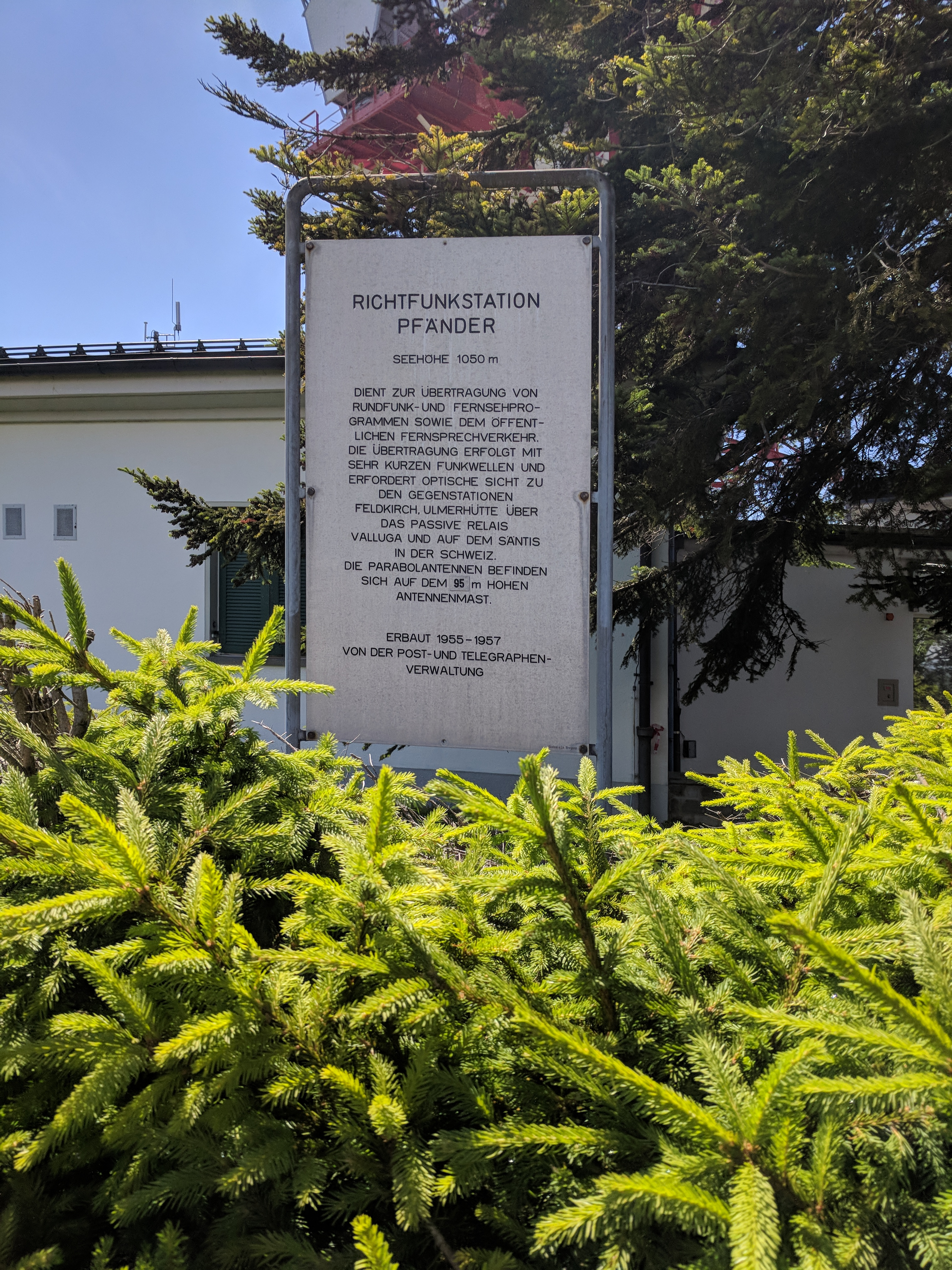
Weitere Infotafel

Als Antennenträger kommt ein zwischen 1955 und 1957 errichteter 94,7 m hoher Stahlrohrmast zum Einsatz, der sich in einer Höhe von 1049,5 m ü. A. befindet. Dieser ist von einer 43,5 m hohen Stahlfachwerkkonstruktion umgeben, die drei Plattformen für Richtfunkantennen in 21,6, 29,6 und 36,3 m Höhe besitzt.
Die Übertragung erfolgt mit sehr kurzen Funkwellen und erfordert eine Sichtverbindung zu den Gegenstationen Feldkirch, Ulmer Hütte über das passive Relais Valluga und auf dem Säntis in der Schweiz.
Am 14. November 2012 wurde der alte, seit 1968 verwendete GfK-Zylinder mit einer Höhe von 10 Metern durch einen neuen gleicher Höhe ersetzt, um einen zusätzlichen DVB-T Mux (MUX C, Kanal 55) und einen DVB-T2 Mux (SimpliTV, Kanal 59) verbreiten zu können. Gleichzeitig wurde eine neue Antenne für DAB+ installiert.
Am 28. Mai 2019 wird der nationale DAB+-Multiplex mit dem Kanal 5B in Betrieb gehen. Parallel soll die Aufschaltung des deutschen Bundesmuxes am Standort Pfänder im Kanal 5C erfolgen, so dass die Bodenseeregion auf einen Schlag über 20 neue Hörfunkprogramme im Digitalradio bekommt. Die Reichweite des Senders Pfänder erstreckt sich in Deutschland auf Städte wie Lindau, Friedrichshafen, Ravensburg und Konstanz. Selbst in Hochlagen des Schwarzwaldes kann man die Programme von dem exponierten Standort in Vorarlberg hören. Hintergrund für die überraschende Aufschaltung des österreichischen nationalen Multiplexes mit mindestens neun Programmen: Die ORS konnte kurzfristig einen gebrauchten Sender beschaffen, der mit dem Start im Mai 2019 ans Netz geht. Ursprünglich war der Start am Pfänder erst im März 2020 vorgesehen.

## Verbreitungsgebiet
Der Sender Pfänder hat innerhalb Österreichs ein für seine Leistung verhältnismäßig kleines Versorgungsgebiet. Lediglich Bregenz und Umgebung beziehen Radio und Fernsehen direkt vom Pfänder, der Rest Vorarlbergs wird durch zahlreiche Füllsender versorgt. Dafür reicht der Standort aufgrund seiner exponierten Lage weit nach Deutschland hinein.
Vom Grundnetzsender Pfänder werden vor allem große Teile von Baden-Württemberg mit dem gesamten Bodenseegebiet, Schwaben, Schwarzwald, die Süd- und Südosthänge von Alb, sowie die schwäbische Alb bis nach Aalen im Luftlinienradius von teilweise mehreren hundert Kilometern durch den Overspill mit TV- und Radio-Signalen versorgt.
Seit dem Umstieg auf digitales Fernsehen und Radio machen sich auch die deutschen Sendeanstalten die große Reichweite des Pfänders nach Deutschland hinein zunutze, aber auch die österreichischen Sendeanstalten, um nach der DVB-T-Abschaltung in der Schweiz die TV-Programme SRF 1 und SRF zwei über DVB-T2 abzustrahlen, was auch die Einspeisung in die Overspill-Gebiete der Kabelnetzbetreiber in Österreich und Deutschland wieder möglich macht. Zudem nutzt auch die Schweiz den Standort Pfänder, um die Bodenseeküste sowie das Rheintal mit Radiosignalen zu versorgen, das von Schweizer Standorten nur unzureichend erreicht wird.

## Frequenzen und Programme
Vom Pfänder werden folgende Programme übertragen:

### Analoges Radio (UKW)
Beim Antennendiagramm sind im Falle gerichteter Strahlung die Hauptstrahlrichtungen in Grad angegeben. In UKW werden folgende Programme ausgestrahlt:
| Frequenz (MHz) | Programm           | RDS PS   | Senderlogo | RDS PI | Regionalisierung | ERP (kW) | Antennendiagramm rund (ND)/gerichtet (D) | Polarisation horizontal (H)/vertikal (V) |
| -------------- | ------------------ | -------- | ---------- | ------ | ---------------- | -------- | ---------------------------------------- | ---------------------------------------- |
| 89,6           | Hitradio Ö3        | __OE_3__ |            | A203   | –                | 50       | D (90°-220°)                             | H                                        |
| 93,3           | Ö1                 | __OE_1__ |            | A201   | –                | 50       | D (90°-220°)                             | H                                        |
| 98,2           | Radio Vorarlberg   | RADIO-V_ |            | AB02   | Vorarlberg       | 50       | D (90°-220°)                             | H                                        |
| 102,1          | FM4                | __FM4___ |            | A213   | –                | 50       | D (90°-220°)                             | H                                        |
| 106,5          | Antenne Vorarlberg | ANTENNEV |            | AB40   | Vorarlberg       | 50       | D (90°-220°)                             | H                                        |

Bis zum 31. Dezember 2024 wurden auch die drei Schweizer Hörfunkprogramme SRF 1 (96,3 MHz), SRF 2 (97,7 MHz) und SRF 3 (107,5 MHz) mit jeweils 2 kW ERP ausgestrahlt. Diese wurden im Rahmen der UKW-Abschaltung in der Schweiz ebenfalls abgeschaltet.

### Digitales Radio (DAB+)
Es werden 13 DAB Multiplexe in vertikaler Polarisation und im Gleichwellenbetrieb mit anderen Sendern ausgestrahlt.

#### Programme aus Österreich
| Block                | Programme | ERP (in kW)           | Antennen- diagramm rund (ND), gerichtet (D) | Gleichwellennetz (SFN)                                                                             |
| -------------------- | --- | --------------------- | ------------------------------------------- | -------------------------------------------------------------------------------------------------- |
| 5B DAB+ Austria      | DAB-Block des österreichischen Bundesmux: - #Radio ONE (80 kbit/s) - * 88,6 * (72 kbit/s) - Antenne Österreich (72 kbit/s) - arabella HOT (72 kbit/s) - arabella MAGIC (72 kbit/s) - Energy (96 kbit/s) - ERF Süd (40 kbit/s) - jö.live (72 kbit/s) - KLASSIK RADIO (72 kbit/s) - Mein Kinderradio (40 kbit/s) - oe24 Radio (72 kbit/s) - Radio Maria Österreich (72 kbit/s) - Radio Stephansdom Klassik (72 kbit/s) - Rock Antenne (72 kbit/s) - Schlagerradio Flamingo (72 kbit/s) - WELLE 1 (72 kbit/s) - ORS EPG (16 kbit/s Daten) - ORS TPEG (8 kbit/s Daten, geplant) | 10                    | D (100–170°)                                | - Salzburg: Salzburg (Gaisberg) - Tirol: Innsbruck (Patscherkofel) - Vorarlberg: Bregenz (Pfänder) |
| 6A MUX III-V         | - Radio Rot Weiss Rot (112 kbp/s) - #Super 80s (112 kbp/s) - *SOL* (56 kbp/s) - ARABELLA (72 kbp/s) - Antenne Hit (72 kbp/s) - Flash 90s (72 kbp/s) - Beats Radio (72 kbp/s) - LoungeFM (40 kbp/s) - Inforadio (40 kbp/s) - Musiksender GÖD (72 kbp/s) - Nostalgie (96 kbp/s) - Superfly (72 kbp/s) - Radio VM1 (72 kbp/s) - Radio Bollerwagen (72 kbp/s) - XXXL RADIO (72 kbp/s) - SPI (16 kbp/s Daten) | 10                    | D (100–170°)                                | - Vorarlberg: Bregenz (Pfänder)                                                                    |
| 6C Mux II Vorarlberg | - 80er90er MEGAMIX (72 kbp/s) - Antenne PartyMix (72 kbp/s) - Antenne Vorarlberg (72 kbp/s) - Radio MediaMarkt (72 kbp/s) - SPI V (16 kbp/s Daten) | 10 (Antenne auf 74 m) | D (100–170°)                                | Bregenz (Pfänder) koordiniert: Feldkirch (Vorderälpele)                                            |

#### Programme aus Deutschland (Bayern und Baden-Württemberg)
| Block                          | Programme (Datendienste) | ERP (kW)              | Antennen- diagramm rund (ND), gerichtet (D) | Gleichwellennetz (SFN) |
| ------------------------------ | --- | --------------------- | ------------------------------------------- | --- |
| 5C DRDeutschland (D__00188)    | DAB-Block der Media Broadcast: - Absolut relax (72 kbps) - Dlf (104 kbps) - Dlf Kultur (112 kbps) - Dlf Nova (104 kbps) - DRadio DokDeb (48 kbps) - Energy Digital (72 kbps) - ERF Plus (64 kbps) - Klassik Radio (72 kbps) - Radio Bob (72 kbps) - Radio Horeb (48 kbps) - Radio Schlagerparadies (64 kbps) - Schwarzwaldradio (64 kbps) - sunshine live (72 kbps) - DRadio Daten (32 kbps Daten) - EPG Deutschland (16 kbps Daten) - TPEG (16 kbps Daten) - TPEG_MM (16 kbps Daten) | 2                     | D (180-90°)                                 | - Baden-Württemberg: Aalen, Baden-Baden (Fremersberg), Bad Mergentheim, Blauen, Brandenkopf, Donaueschingen, Feldberg im Schwarzwald, Freiburg (Vogtsburg-Totenkopf), Geislingen (Oberböhringen), Großerlach (Hohe Brach), Heidelberg (Königstuhl), Heilbronn (Schweinsberg), Hochrhein (Rickenbach), Hornisgrinde, Pforzheim (Schömberg-Langenbrand), Raichberg, Ravensburg (Höchsten), Reutlingen, Stuttgart (Frauenkopf), Ulm (Kuhberg) - Bayern: Amberg (Hirschau), Aschaffenburg (Pfaffenberg), Augsburg (Hotelturm), Bad Tölz (Gaißach), Balderschwang, Bamberg (Geisberg), Büttelberg, Brotjacklriegel, Dillberg, Grünten, Herzogstand, Hochberg (Traunstein), Hoher Bogen, Inntal (Ebbs), Ingolstadt (Gelbelsee), Kreuzberg/Rhön, Landshut (Altdorf), München (Olympiaturm), Nennslingen (Büchelberg), Nürnberg, Oberammergau, Ochsenkopf, Passau, Pfänder, Pfaffenhofen, Pfarrkirchen, Pfronten, Regensburg (Hohe Linie), Unterringingen, Untersberg, Wendelstein (Bayrischzell), Würzburg (Frankenwarte) - Berlin: Berlin (Alexanderplatz), Berlin (Scholzplatz) - Brandenburg: Bad Belzig, Booßen, Brandenburg/Havel, Calau, Casekow, Cottbus, Eberswalde (geplant), Eisenhüttenstadt, Neuruppin (geplant), Petkus, Pritzwalk, Templin - Bremen: Bremen (Walle), Bremerhaven-Schiffdorf - Hamburg: Hamburg (Moorfleet), Hamburg (Heinrich-Hertz-Turm) - Hessen: Bad Hersfeld (Rimberg), Biedenkopf (Sackpfeife), Fulda (Hummelskopf), Frankfurt (Europaturm), Gelnhausen (Schnepfenkopf), Gießen (Dünsberg), Großer Feldberg, Hardberg, Hohe Wurzel, Hoher Meißner, Kassel (Habichtswald), Mainz-Kastel - Mecklenburg-Vorpommern: Garz (Rügen), Güstrow, Malchin, Neubrandenburg-Süd, Neustrelitz (geplant), Rostock (Toitenwinkel), Röbel, Schwerin (Zippendorf-Gr.Dreesch), Torgelow, Wismar/Rüggow, Züssow - Niedersachsen: Aurich-Popens, Braunschweig (Broitzem), Braunschweig (Drachenberg), Cuxhaven-Stadt, Dannenberg, Göttingen (Bovenden-Osterberg), Hannover (Telemax), Lingen, Lüneburg-Neu Wendhausen, Molbergen-Peheim, Osnabrück (Bramsche-Schleptruper Egge), Hildesheim (Sibbesse), Steinkimmen, Uelzen, Visselhövede, Wilhelmshaven - Nordrhein-Westfalen: Aachen (Karlshöhe), Bergneustadt-Wiedenest (R), Bielefeld (Hünenburg), Bonn (Venusberg), Dortmund (Florianturm), Düsseldorf (Rheinturm), Eggegebirge, Herscheid, Hochsauerland (Hunau), Hürtgenwald-Großhau, Köln (Colonius), Langenberg, Lügde-Rischenau (Köterberg), Meschede (geplant), Minden (Jakobsberg), Münster (Fernmeldeturm), Schöppingen, Siegen-Süd, Wesel - Rheinland-Pfalz: Bad Kreuznach (Schanzenkopf), Bad Marienberg (Westerwald), Bornberg, Daun (Eifel), Edenkoben (Kalmit), Heckenbach-Schöneberg (Ahrweiler), Haardtkopf (geplant), Idar-Oberstein, Kaiserslautern, Kettrichhof, Koblenz (Kühkopf), Schnee-Eifel (geplant), Trier (Petrisberg) - Saarland: Merzig-Merchingen, Saarbrücken (Schoksberg) - Sachsen: Chemnitz, Dresden, Geyer, Leipzig, Löbau, Neustadt, Niederschöna (geplant), Oschatz, Schöneck, Zwickau Ost - Sachsen-Anhalt: Brocken, Burg, Dequede, Petersberg, Pettstädt (Weißenfels), Schneidlingen, Wittenberg - Schleswig-Holstein: Bungsberg, Bredstedt, Flensburg, Garding, Heide, Helgoland, Hennstedt, Itzehoe, Kiel (Kronshagen), Lübeck (Stockelsdorf), Schleswig, Niebüll (Süderlügum), Westerland (Sylt) - Thüringen: Bleßberg (Sonneberg), Erfurt-Hochheim, Gera, Inselsberg, Jena (Oßmaritz), Kulpenberg, Lobenstein (Sieglitzberg), Saalfeld (Remda), Weimar (Ettersberg) |
| 8A SWR BW S (D__00372)         | DAB+ Block des SWR: - SWR1 BW (112 kbps) - SWR Kultur (128 kbps) - SWR3 (Rheinland bis Bodensee) (112 kbps) - SWR4 FN (Studio Friedrichshafen) (112 kbps) - SWR4 FR (Südbaden) (112 kbps) - SWR4 S (Studio Stuttgart) (112 kbps) - SWR4 TU (Studio Tübingen) (112 kbps) - SWR4 UL (Studio Ulm) (112 kbps) - SWR Aktuell (72 kbps) - DASDING (112 kbps) - EPG (24 kbps) - TPEG (16 kbps)                                                                                               | 10 (Antenne auf 74 m) | D (180-90°)                                 | Grünten, Konstanz, Memmingen/Niederrieden, Ravensburg (Höchsten), Pfänder (Vorarlberg), Waldburg, Weingarten (Schussental) |
| 8B AllgäuDonauIller (D__00307) | DAB-Block der Bayern Digital Radio - Hitradio RT1 Südschwaben (80 kbps) - Galaxy Allgäu (72 kbps) - Allgäu Hit (96 kbps) - Radio Schwaben (80 kbps) - Donau 3 FM (80 kbps) - Radio 7 (80 kbps) - Fantasy Allgäu (72 kbps) | 10 (Antenne auf 39 m) | D (180-90°)                                 | Augsburg (Welden) (geplant), Balderschwang (R), Grünten, Kaufbeuren (geplant), Markt Wald, Memmingen, Pfänder (Vorarlberg), Pfronten (Breitenberg), Ulm-Kuhberg |
| 8C Antenne DE (D__00361)       | DAB-Block von Antenne Deutschland: - 80s80s (72 kbps) - 90s90s (72 kbps) - Absolut Bella (72 kbps) - Absolut Germany (72 kbps) - Absolut Hot (72 kbps) - Absolut Oldie (72 kbps) - Absolut Top (72 kbps) - AIDAradio (72 kbps) - Ballermann Radio (72 kbps) - Beats Radio (72 kbps) - Brillux Radio (72 kbps) - Nostalgie (72 kbps) - Oldie Antenne (72 kbps) - RTL Radio (72 kbps) - Rock Antenne (72 kbps) - Toggo Radio (72 kbps)                                                  | 2                     | D (180-90°)                                 | - Baden-Württemberg: Blauen, Donaueschingen, Freiburg (Vogtsburg-Totenkopf), Pfänder, Raichberg, Ravensburg (Höchsten) |
| 10A Obb/Schw (D__00354)        | DAB-Block der Bayern Digital Radio: - Bayern 1 (Schwaben) (96 kbps) - Bayern 1 (Mainfranken) (96 kbps) - BR24live (64 kbps, Mono) - Radio Teddy (72 kbps) - egoFM (72 kbps) - Arabella Bayern (96 kbps) - Rock Antenne Bayern (72 kbps) - BR EPG (8 kbps Daten) - BR News (8 kbps Daten) | 10                    | D (180-90°)                                 | - Oberbayern: Bad Tölz (Gaißach), Berchtesgaden (Jenner) (R), Eichstätt, Fürstenfeldbruck (Schöngeising), Gelbelsee (Ingolstadt), Herzogstand (Fahrenbergkopf), Hochberg (Traunstein), Hohenpeißenberg, Inntal (Ebbs), Isen, München-Freimann, München-Ismaning, München (Olympiaturm), Neuötting, Oberammergau, Pfaffenhofen (Wolfsberg), Reit im Winkl, Untersberg, Tegernseer Tal (Wallberg), Wasserburg am Inn (Koblberg), Wendelstein (Bayrischzell) - Schwaben: Augsburg (Hotelturm), Augsburg (Welden), Balderschwang (Oberberg) (R), Grünten, Hühnerberg, Kaufbeuren (geplant), Markt Wald, Memmingen, Pfänder (Vorarlberg), Pfronten (Breitenberg), Ulm (Kuhberg) |
| 11B OAS BW (D__00201)          | DAB+-Multiplex der ON AIR support GmbH: Antenna BW (72 kbps) - Antenne 1 (72 kbps) - baden.fm (72 kbps) - bigFM (72 kbps) - Die Neue 107.7 (72 kbps) - die neue welle (72 kbps) - Energy Stuttgart (72 kbps) - Donau 3 FM (72 kbps) - egoFM (72 kbps) - Hitradio Ohr (72 kbps) - Radio 7 (72 kbps) - Radio Regenbogen (72 kbps) - Rock FM (72 kbps) - Das Neue Radio Seefunk (72 kbps) - Radio Teddy (72 kbps) - Radio Ton (72 kbps)                                                  | 10 (Antenne auf 39 m) | D (180-90°)                                 | Aalen, Alpirsbach, Bad Mergentheim (Löffelstelzen), Bad Urach (Hanner Felsen), Baden-Baden (Merkur), Baiersbronn, Blauen, Brandenkopf, Donaueschingen, Freiburg (Schönberg), Forbach, Geislingen (Oberböhringen), Heidelberg (Königstuhl), Heilbronn (Schweinsberg), Hochrhein (Rickenbach), Hornisgrinde, Karlsruhe (Grünwettersbach), Blender, Kreuzwertheim, Lahr (Schutterlindenberg), Langenburg, Mudau, Pfänder, Langenbrand, Raichberg, Ravensburg (Höchsten), Reutlingen (Scheibengipfel), Schramberg/Sulgen-Süd, Stuttgart (Frauenkopf), Witthoh, Ulm (Kuhberg) |
| 11D Bayern (D__00165)          | DAB-Block des Bayerischen Rundfunks - Bayern 1 (Oberbayern) (96 kbps) - Bayern 1 (Niederbayern/Oberpfalz) (96 kbps) - Bayern 1 (Franken) (96 kbps) - Bayern 2 (96 kbps) - Bayern 3 (96 kbps) - BR-Klassik (144 kbps) - BR24 (72 kbps, Mono) - BR Schlager (96 kbps) - Puls (96 kbps) - BR Heimat (128 kbps) - BR Verkehr (16 kbps, Mono) - Antenne Bayern (80 kbps) - BR EPG (8 kbps Daten) - ARD TPEG (24 kbps)                                                                      | 10                    | D (180-90°)                                 | - Unterfranken: Alzenau (Hahnenkamm), Burgsinn (Main-Spessart), Dettelbach, Ebern, Frammersbach (Sauerberg) (geplant), Gemünden, Hammelburg, Kreuzberg (Rhön), Miltenberg-Wenschdorf, Neustadt am Main, Obernburg am Main, Ostheim (Heidelberg), Pfaffenberg (Aschaffenburg), Schweinfurt (Schonungen), Volkach, Wertheim, Würzburg (Frankenwarte), Zeil am Main - Oberfranken: Bad Steben, Bamberg (Geisberg), Burgwindheim (geplant), Coburg (Eckardtsberg), Hof (Labyrinthberg), Kronach, Kulmbach, Ludwigsstadt (Ebersdorf), Ochsenkopf (Fichtelgebirge), Pegnitz - Mittelfranken: Ansbach (geplant), Büttelberg, Hesselberg, Hersbruck, Nürnberg (Fernmeldeturm), Rothenburg ob der Tauber, Treuchtlingen, Weißenburg - Oberpfalz: Altenstadt, Amberg (Hirschau), Amberg-Süd, Dillberg (Neumarkt), Fuchsmühl, Geigant, Hoher Bogen (Furth im Wald), Hohe Linie (Regensburg), Kallmünz (geplant), Pfreimd, Schönsee (Drechselberg), Weigendorf - Niederbayern: Brotjacklriegel, Deggendorf (Aletsberg), Dingolfing, Einödriegel, Kelheim, Landshut (Altdorf), Mainburg, Mallersdorf-Pfaffenberg, Oberfrauenwald, Passau (Kühberg), Pfarrkirchen, Rattenberg, Rotthalmünster, Viechtach (Weigelsberg) (geplant), Vilsbiburg - Schwaben: Augsburg (Hotelturm), Augsburg (Welden), Balderschwang (Oberberg) (R), Grünten, Hühnerberg (Harburg), Kaufbeuren (geplant), Markt Wald, Memmingen, Pfänder (Vorarlberg), Pfronten (Breitenberg), Ulm (Kuhberg) - Oberbayern: Bad Tölz (Gaißach), Berchtesgaden (Jenner) (R), Eichstätt, Fürstenfeldbruck (Schöngeising), Gelbelsee, Herzogstand (Fahrenbergkopf), Hochberg (Traunstein), Hohenpeißenberg, Inntal (Ebbs), Isen, München-Freimann, München-Ismaning, München (Olympiaturm), Neuötting, Oberammergau (Laber), Pfaffenhofen (Wolfsberg), Pfaffenhofen (BR), Reit im Winkl, Untersberg (Salzburg), Tegernseer Tal (Wallberg), Wasserburg am Inn (Koblberg), Wendelstein (Bayrischzell) |

#### Programme aus der Schweiz
| Block                      | Programme (Datendienste) | ERP (kW)               | Antennen- diagramm rund (ND), gerichtet (D) | Gleichwellennetz (SFN) |
| -------------------------- | --- | ---------------------- | ------------------------------------------- | --- |
| 7D SMC_D02 (SUI0003F)      | DAB-Block der SwissMediaCast: - Rete Tre (64 kbit/s DAB+) - Radio Eviva (64 kbit/s DAB+) - Radio Life Channel (64 kbit/s DAB+) - Energy Zürich (64 kbit/s DAB+) - Energy Basel (64 kbit/s DAB+) - Energy Bern (64 kbit/s DAB+) - Radio Maria (64 kbit/s DAB+) - Radio Argovia (64 kbit/s DAB+) - Radio Top (64 kbit/s DAB+) - Radio Central (64 kbit/s DAB+) - Radio 24 (64 kbit/s DAB+) - ERF Plus (64 kbit/s DAB+) - Radio Zürisee (64 kbit/s DAB+) - Radio Pilatus (64 kbit/s DAB+) - Vintage Radio (64 kbit/s DAB+) - Flashback FM (64 kbit/s DAB+) - Radio Central 2 (64 kbit/s DAB+) - Radio Melody (64 kbit/s DAB+)            | 10 (Antenne auf 74 m)  | D (200-70°)                                 | - Aargau: Baden-Freienwil (Hörndli), Frick (Frickberg), Villigen (Geissberg), Wasserflue - Appenzell Ausserrhoden: Herisau (Ramsen), Schwellbrunn (Fuchsacker), Wildhaus (Säntis) - Bern: Adelboden (Wintertal), Adlemsried, Bern (Bantiger), Biel (Bözingenberg), Diemtigen (ufem Chrütz), Burgdorf-Oberburg (Rothöchi), Geissholz, Höfen (Beisseren), Huttwil (Hohfuren), Kandersteg (Büel), Langnau i.E. (Hirschmatt), Lauterbrunnen (Männlichen), Lenk-Metschstand (Hahnenmoos), Matten (Chlyne Ruuge), Saanen (Hornfluh), Zweisimmen (Heimersberg-Hüppiweid) - Basel-Land: Nenzlingen (Eggflue), Sissach (Metzenholden) - Basel-Stadt: Basel (St. Chrischona) - Freiburg: Fribourg (Hôpital) - Glarus: Engi (Lindenbodenberg), Linthal-Braunwald (Nussbüel-Schleimen), Sool (Trogsite) - Graubünden: Arosa-Dorf (Hinterwald), Davos-Dischma (Dorfberg), Klosters (Gotschnagrat), Medel-Curaglia (Vergera), Mon (Scarnoz), Morissen (San Carli), Trun (Axenstein 411), Valzeina (Mittagplatte), Versam (Uaul Scardanal) - Luzern: Geuensee (Höchweidwald), Schüpfheim (Vöglisbergegg), Sörenberg (Rischli), Willisau (Ankenloch) - Nidwalden: Engelberg-Wolfenschiessen (Stöck) - St. Gallen: Rüthi (Bismer), St. Gallen (Chirchli Peter und Paul), Strichboden, Wattwil (Chapf), Ziegelbrücke (Biberlichopf) - Schaffhausen: Altdorf (Ried), Osterfingen (Rossberg), Schaffhausen (Cholfirst), Schleitheim (Mattenhof-Birbiste) - Solothurn: Balsthal (Erzmatt), Olten (Engelberg), Solothurn-Oberdorf (Nesselboden) - Schwyz: Einsiedeln (Chummerweid), Oberiberg (Gadenstatt), Rigi (Kulm) - Thurgau: Bischofszell Sitterdorf (Pierchäller), Mammern (Seehalde), Sirnach (Sirnachberg Bärgholz), Weiningen (Haslibuck) - Uri: Amsteg-Gurtnellen (Unter Axeli), Andermatt (Bäzberg), Attinghausen (Schiltwald) - Zürich: Bülach (Eschenmosen), Bachtel Kulm, Steg-Fischenthal (Waldsberg), Winterthur (Brüelberg), Zürich (Uetliberg), Zürich (Zürichberg) - Deutschland: Bad Säckingen (Eggberg), Konstanz (Fernmeldeamt), Waldshut (Aarberg), Hohentengen (Wannenberg) - Österreich: Bregenz (Pfänder) |
| 9B SMC_D03 O-CH; (SUI4202) | DAB-Block der SwissMediaCast: - Radio L (64 kbps DAB+) - Option Musique (64 kbps DAB+) - Couleur 3 (64 kbps DAB+) - Swiss Jazz (64 kbps DAB+) - Swiss Classic (64 kbps DAB+) - Freundes-Dienst (64 kbps DAB+) - Radio Gloria (64 kbps DAB+) - Energy St. Gallen (64 kbps DAB+) - Radio FM1 (64 kbit/s DAB+) - Radio Munot (64 kbps DAB+) - Virgin Rock (64 kbps DAB+) - Thaalam Thamil 1 (64 kbit/s DAB+) | 7,9 (Antenne auf 17 m) | D (230–280°)                                | - Appenzell Ausserrhoden: Herisau (Ramsen) - Graubünden: Valzeina (Mittagplatte) - St. Gallen: Altstätten (Hoher Kasten), Buchserberg (Hinterberg), Rüthi (Bismer), St. Gallen (Chirchli Peter und Paul), Strichboden, Wattwil (Chapf) - Schaffhausen: Altdorf (Ried), Osterfingen (Rossberg), Schaffhausen (Cholfirst), Schleitheim (Mattenhof-Birbiste) - Thurgau: Bischofszell Sitterdorf (Pierchäller), Mammern (Seehalde), Ottenberg, Sirnach (Sirnachberg Bärgholz), Weiningen (Haslibuck) - Deutschland: Konstanz (Fernmeldeamt) - Österreich: Bregenz (Pfänder) |
| 12C SRG SSR D01 (SUI0003A) | DAB-Block der SRG SSR idée suisse: - Radio SRF 1 AG SO+ (64 kbit/s DAB+) - Radio SRF 1 BE FR VS+ (64 kbit/s DAB+) - Radio SRF 1 BS+ (64 kbit/s DAB+) - Radio SRF 1 GR+ (64 kbit/s DAB+) - Radio SRF 1 LU+ (64 kbit/s DAB+) - Radio SRF 1 SG+ (64 kbit/s DAB+) - Radio SRF 1 ZH SH+ (64 kbit/s DAB+) - Radio SRF 2 Kultur+ (96 kbit/s DAB+) - Radio SRF 3+ (72 kbit/s DAB+) - Radio SRF 4 News+ (56 kbit/s DAB+) - Radio SRF Musikwelle+ (72 kbit/s DAB+) - Radio SRF Virus+ (72 kbit/s DAB+) - RSI Rete Uno+ (72 kbit/s DAB+) - RTS Première (72 kbit/s DAB+) - Radio Rumantsch+ (72 kbit/s DAB+) - Radio Swiss Pop+ (64 kbit/s DAB+) | 8,3                    | D (220–270°)                                | - Aargau: Baden-Freienwil (Hörndli), Frick (Frickberg), Hellikon, Magden (Hofacker Wasserreservoir), Reuenthal (Ried), Rietheim, Villigen (Geissberg), Wasserflue - Appenzell Ausserrhoden: Herisau (Ramsen) - Basel-Land: Langenbruck, Läufelfingen, Liestal (Seltisberg), Nenzlingen (Eggflue), Sissach (Metzenholden), Waldenburg (Richtiflu), Ziefen (Chöpfli) - Basel-Stadt: Basel (St. Chrischona) - Bern: Adelboden (Wintertal), Bern (Bantiger), Biel-Magglingen (Evilard Hohmatt), Boltigen (Jaunpass chline Bäder), Brienz (Wellenberg), Burgdorf-Oberburg (Rothöchi), Chasseral, Diemtigen (ufem Chrütz), Diemtigen (Zwischenflüh), Dornegg (Rütschelen), Eggiwil (Hinterer Girsgrat), Gadmen-Hopflauenen (Hopflauiwald), Heimenschwand (Buchholterberg Schafegg), Höfen (Beisseren), Ins (Schaltenrain-Fürstengräber), Kandersteg (Büel), Köniz (Ulmizberg), Konolfingen (Neuhaus), Langnau im Emmental (Hirschmatt), Lauterbrunnen (Männlichen), Lenk-Metschstand (Hahnenmoos), Niederhorn, Saanen (Hornfluh), Wyssachen (Mösli), Zweisimmen (Heimersberg-Hüppiweid) - Freiburg: Flamatt (Sonnhalde Silo), Guggisberg (Gusteren Zollhaus), Gurmels (Cordast) - Glarus: Engi (Lindenbodenberg), Glarus (Bergli), Linthal-Braunwald (Nussbüel-Schleimen) - Graubünden: Valzeina (Mittagplatte) - Luzern: Escholzmatt (Wiggen Mittlist Äbnit), Geuensee (Höchweidwald), Schüpfheim (Vöglisbergegg), Sörenberg (Rischli), Willisau (Aegerten), Wolhusen - Nidwalden: Engelberg-Wolfenschiessen (Stöck) - Obwalden: Melchtal (Kerns), Sarnen-Obstalden (Moosacher) - Schaffhausen: Altdorf, Bargen, Schleitheim (Mattenhof-Birbiste), Thayngen (Wippel) - Schwyz: Einsiedeln (Chummerweid), Oberiberg (Gadenstatt), Rigi (Kulm) - Solothurn: Balsthal (Erzmatt), Grindel (Moretchopf), Kleinlützel (Buschlen), Mümliswil (Regenrain), Olten (Engelberg), Rodersdorf (Grundacker), Solothurn-Oberdorf (Nesselboden), Welschenrohr (Räckholderhube) - St. Gallen: Mels-Weisstannen (Eggli), Pfäfers-Vättis (Vättnerberg-Geisegg), Rorschach, Rüthi (Bismer), St. Gallen (Chirchli Peter und Paul), Wattwil (Chapf), Wildhaus (Säntis), Ziegelbrücke (Biberlichopf) - Thurgau: Bischofszell Sitterdorf (Pierchäller), Elgg (Schneitberg), Fischingen-Dussnang (Tolebärg), Mammern (Seehalde), Ottenberg, Sirnach (Sirnachberg Bärgholz), Weiningen (Haslibuck) - Uri: Andermatt (Bäzberg), Andermatt (Nätschen), Attinghausen (Schiltwald), Spiringen-Bürglen (Eggenbergli), Wassen-Meien (Holderen) - Wallis: Binn (Giesse), Ferden (Färdaried), Feschel (Wilerzälg), Gondo (Alpje), Leukerbad (Bodmen), Saas-Fee (Plattjen), Visperterminen (Gebidem), Zermatt (Riffelalp), Zwischbergen-Simplon (Feerberg) - Zürich: Bachtel Kulm, Bülach (Eschenmosen), Schaffhausen (Cholfirst), Steg-Fischenthal (Waldsberg), Wildberg (Egg Drifurri), Winterthur (Brüelberg), Zürich (Uetliberg), Zürich (Zürichberg) - Deutschland: Bad Säckingen (Eggberg), Konstanz (Fernmeldeamt), Hohentengen (Wannenberg) - Österreich: Bregenz (Pfänder) |

### Digitales Fernsehen (DVB-T2)
In DVB-T2 werden folgende Programme ausgestrahlt:
| Multiplex                               | Kanal | Frequenz (MHz) | Programme im Bouquet | ERP (kW) | Polarisation |
| --------------------------------------- | ----- | -------------- | --- | -------- | ------------ |
| SimpliTV MUX B (DVB-T2)                 | 21    | 474            | unverschlüsselt: ATVII, Flimmit verschlüsselt: ATV HD, PULS 4, ServusTV HD, RTL HD, 3sat HD, HGTV, ZDFinfo                                                      | 70       | horizontal   |
| SimpliTV MUX F (DVB-T2)                 | 22    | 482            | unverschlüsselt: 4MEDIATHEK; Radio Maria verschlüsselt: Sat.1 HD, ProSieben HD, Puls 4 HD, VOX HD, Disney Channel, CNN, Deluxe Music, Puls 24                   | 70       | horizontal   |
| ORS MUX A (DVB-T2)                      | 24    | 498            | unverschlüsselt: ORF 1, ORF 2 W, Ö3-Visual-Radio; Österreich 1, Ö3, FM4 verschlüsselt: ORF 1 HD, ORF 2 V HD, ORF 2 T HD, ORF 2 K HD, ORF III HD, ORF SPORT + HD | 70       | horizontal   |
| SimpliTV MUX E (DVB-T2)                 | 25    | 506            | verschlüsselt: Das Erste HD, KiKA, RTL II, Sixx, kabel eins, Eurosport, Playboy TV, Sport1, ZDF HD, ZDFneo HD                                                   | 70       | horizontal   |
| SimpliTV MUX D (DVB-T2)                 | 31    | 554            | verschlüsselt: ARD one, DMAX AT, n-tv, Nickelodeon, Phoenix, RTLNITRO AT, Super RTL, Sat.1 Gold Österreich, ARTE HD, BR HD                                      | 70       | horizontal   |
| SimpliTV MUX C Vorarlberg (DVB-T2)      | 41    | 634            | unverschlüsselt: SRF zwei, oe24 TV, Hope TV, Ländle TV verschlüsselt: SRF 1, ProSieben Maxx Austria, kabel eins Doku austria, Comedy Central, Welt              | 25       | horizontal   |
| ARD Digital (BR) (DVB-T2 HD)            | 45    | 666            | unverschlüsselt: Das Erste HD, Arte HD, Phoenix HD, One HD, tagesschau24 HD, NDR Fernsehen Niedersachsen HD                                                     | 10       | horizontal   |
| ARD regional (BR Südbayern) (DVB-T2 HD) | 46    | 674            | unverschlüsselt: ARD-alpha HD, BR Fernsehen Süd HD, SWR Fernsehen BW HD, MDR Fernsehen Thüringen HD, hr-fernsehen HD, rbb Fernsehen Berlin HD                   | 10       | horizontal   |

Eine Senderliste und Informationen zu den österreichischen Sendern und ihrer Verschlüsselung ist bei SimpliTV zu finden. Zum Empfang aller hier aufgeführten verschlüsselten Sender ist eine Registrierung bei SimpliTV nötig.

Die Ausstrahlung analoger TV-Kanäle und die DVB-T Technik wurden gänzlich eingestellt und durch DVB-T2 ersetzt.

### Analoges Fernsehen (PAL)
Bis zur Umstellung auf DVB-T am 5. März 2007 wurden folgende Programme in analogem PAL gesendet:
| Kanal | Frequenz (MHz) | Programm           | ERP (kW) | Sendediagramm rund (ND)/ gerichtet (D) | Polarisation horizontal (H)/ vertikal (V) |
| ----- | -------------- | ------------------ | -------- | -------------------------------------- | ----------------------------------------- |
| 5     | 175,25         | ORF 1              | 100      | D (180°)                               | H                                         |
| 11    | 217,25         | SF 1               | 0,4      | D (225°, 265°)                         | H                                         |
| 21    | 471,25         | ATV                | 350      | D (190°)                               | H                                         |
| 24    | 495,25         | ORF 2 (Vorarlberg) | 500      | D (190°)                               | H                                         |
| 32    | 559,25         | SF zwei            | 2        | D (225°)                               | H                                         |
| 49    | 695,25         | TSR 1              | 2        | D (225°)                               | H                                         |
| 62    | 799,25         | TSI 1              | 2        | D (225°)                               | H                                         |

## Weitere Nutzung
2022 wurde anhand von seit zehn Jahren laufenden Windmessungen mit Anemometern, die in 80 m Höhe am Turm angebracht sind, festgestellt, dass der Pfänderrücken prinzipiell für eine wirtschaftlich sinnvolle Aufstellung von Windenergieanlagen geeignet ist.